# Poule B de la Coupe du monde de rugby à XV 2019
 (juillet 2020).
La poule B de la Coupe du monde de rugby à XV 2019, qui se dispute au Japon du 20 septembre au 2 novembre 2019, comprend cinq équipes dont les deux premières se qualifient pour les quarts de finale de la compétition. Conformément au tirage au sort effectué le 10 mai 2017 à Kyoto, les équipes de Nouvelle-Zélande (Chapeau 1), d'Afrique du Sud (Chapeau 2), d'Italie (Chapeau 3), de Namibie (Chapeau 4) et du Canada (Chapeau 5) composent ce groupe B.

## Classement
| Rang | Pays             | J | V | N | D | Bo | Bd | Pm  | Pe  | Diff | Pts |
| ---- | ---------------- | - | - | - | - | -- | -- | --- | --- | ---- | --- |
| 1    | Nouvelle-Zélande | 3 | 3 | 0 | 0 | 2  | 0  | 157 | 22  | +135 | 16¹ |
| 2    | Afrique du Sud   | 4 | 3 | 0 | 1 | 3  | 0  | 185 | 36  | +149 | 15  |
| 3    | Italie           | 3 | 2 | 0 | 1 | 2  | 0  | 98  | 78  | +20  | 12¹ |
| 4    | Namibie          | 3 | 0 | 0 | 3 | 0  | 0  | 34  | 175 | -141 | 2¹  |
| 5    | Canada           | 3 | 0 | 0 | 3 | 0  | 0  | 14  | 177 | -163 | 2¹  |

¹ La Nouvelle-Zélande, l'Italie, la Namibie et le Canada ayant eu un match annulé pour cause de typhon, ont reçu chacun 2 points pour leur match non joué.
|  | Qualifiés pour les quarts de finale et pour la Coupe du monde 2023 (no 1 & no 2) |
|  | Éliminé mais qualifié pour la Coupe du monde 2023 (no 3)                         |

## Les matches

### Nouvelle-Zélande - Afrique du Sud
Homme du match :  Beauden Barrett
Points marqués :

Nouvelle-Zélande :
- 2 essais de Bridge (24e) et S. Barrett (27e)
- 2 transformations de Mo'unga (25e, 28e)
- 3 pénalités de Mo'unga (23e, 67e) et B. Barrett (72e)

Afrique du Sud :
- 1 essai de Du Toit (48e)
- 1 transformation de Pollard (49e)
- 1 pénalité de Pollard (2e)
- 1 drop de Pollard (59e)

Évolution du score : 0-3, 3-3, 10-3, 17-3, mt, 17-10, 17-13, 20-13, 23-13
Arbitre :  Jérôme Garcès
Touche :  Romain Poite /  Karl Dickson 
Vidéo :  Graham Hughes
Résumé :
| Nouvelle-Zélande · Titulaires · 15 Beauden Barrett · 14 Sevu Reece · 13 Anton Lienert-Brown · 12 Ryan Crotty 50e · 11 George Bridge · 10 Richie Mo'unga 67e · 9 Aaron Smith 61e · 8 Kieran Read · 7 Sam Cane 40e · 6 Ardie Savea · 5 Scott Barrett 75e · 4 Sam Whitelock · 3 Nepo Laulala 50e · 2 Dane Coles 40e · 1 Joe Moody 50e · Remplaçants · 16 Codie Taylor 40e · 17 Ofa Tu'ungafasi 50e · 18 Angus Ta'avao 50e · 19 Patrick Tuipulotu 40e · 20 Shannon Frizell 75e · 21 TJ Perenara 61e · 22 Sonny Bill Williams 50e · 23 Ben Smith 67e · Entraîneur · Steve Hansen |  | Afrique du Sud · Titulaires · Willie le Roux 15 · Cheslin Kolbe 14 · 61e Lukhanyo Am 13 · Damian de Allende 12 · Makazole Mapimpi 11 · Handré Pollard 10 · 72e Faf de Klerk 9 · Duane Vermeulen 8 · Pieter-Steph du Toit 7 · 50e Siya Kolisi 6 · Franco Mostert 5 · 70e Eben Etzebeth 4 · 54e 75e Frans Malherbe 3 · 61e Malcolm Marx 2 · 67e Steven Kitshoff 1 · Remplaçants · 61e Bongi Mbonambi 16 · 67e Tendai Mtawarira 17 · 54e 75e Trevor Nyakane 18 · 70e RG Snyman 19 · 50e Francois Louw 20 · 72e Herschel Jantjies 21 · François Steyn 22 · 56e Jesse Kriel 23 · Entraîneur · Rassie Erasmus |

### Italie - Namibie
Homme du match :  Federico Ruzza
Points marqués :

Italie :
- 7 essais de pénalité (11e), Allan (26e), Tebaldi (40e), Padovani (44e), Canna (47e), Polledri (70e) et Minozzi (76e)
- 5 transformations de Allan (27e, 43e, 45e) et Canna (48e, 77e)

Namibie :
- 3 essais de Stevens (6e), Greyling (57e) et Plato (79e)
- 2 transformations de Loubser (7e, 80e)
- 1 pénalité de Loubser (51e)

Évolution du score : 0-7, 7-7, 14-7, 21-7, mt, 28-7, 35-7, 35-10, 35-15, 40-15, 47-15, 47-22
Arbitre :  Nic Berry
Touche :  Nigel Owens /  Federico Anselmi 
Vidéo :  Marius Jonker
Résumé :
| Italie · Titulaires · 15 Jayden Hayward 45e · 14 Mattia Bellini · 13 Tommaso Benvenuti · 12 Luca Morisi · 11 Edoardo Padovani 44e · 10 Tommaso Allan 26e 45e · 9 Tito Tebaldi 40e 59e · 8 Sergio Parisse · 7 Maxime Mbanda · 6 Braam Steyn 45e · 5 Federico Ruzza 45e · 4 Alessandro Zanni · 3 Tiziano Pasquali 39e · 2 Luca Bigi 45e · 1 Andrea Lovotti 45e · Remplaçants · 16 Oliviero Fabiani 45e · 17 Simone Ferrari 45e · 18 Marco Riccioni 39e · 19 Dean Budd 45e · 20 Jake Polledri 45e 70e · 21 Guglielmo Palazzani 59e · 22 Carlo Canna 45e 47e · 23 Matteo Minozzi 45e 76e · Entraîneur · Conor O'Shea |  | Namibie · Titulaires · 68e Johan Tromp 15 · 79e Chad Plato 14 · 48e Justin Newman 13 · Darryl de la Harpe 12 · 57e JC Greyling 11 · Cliven Loubser 10 · 6e 48e Damian Stevens 9 · Janco Venter 8 · Wian Conradie 7 · 40e Rohan Kitshoff 6 · Tjiuee Uanivi 5 · 57e Pieter-Jan van Lill 4 · 57e Johannes Coetzee 3 · 57e Torsten van Jaarsveld 2 · 71e André Rademeyer 1 · Remplaçants · 57e Louis van der Westhuizen 16 · 57e AJ de Klerk 17 · 71e Nelius Theron 18 · 57e Johan Retief 19 · 40e Max Katjijeko 20 · 68e PJ Walter 21 · 48e Eugene Jantjies 22 · 48e Helarius Kisting 23 · Entraîneur · Phil Davies |

### Italie - Canada
Homme du match :  Matteo Minozzi
Points marqués :

Italie :
- 7 essais de Steyn (8e), Budd (13e), Negri (44e), pénalité, Bellini (62e), Zani (73e) et Minozzi (79e)
- 4 transformations de Allan (9e, 14e, 45e) et Canna (74e)
- 1 pénalité de Allan (3e)

Canada :
- 1 essai de Coe (69e)
- 1 transformation de Nelson (71e)

Évolution du score : 3-0, 10-0, 17-0, mt, 24-0, 31-0, 36-0, 36-7, 43-7, 48-7
Arbitre :  Nigel Owens
Touche :  Wayne Barnes /  Karl Dickson 
Vidéo :  Rowan Kitt
Résumé :
| Italie · Titulaires · 15 Matteo Minozzi 79e · 14 Tommaso Benvenuti 40e · 13 Michele Campagnaro · 12 Jayden Hayward · 11 Giulio Bisegni · 10 Tommaso Allan 62e · 9 Callum Braley 71e · 8 Braam Steyn 8e 62e · 7 Jake Polledri · 6 Sebastian Negri 44e · 5 Dean Budd 13e · 4 David Sisi 54e · 3 Simone Ferrari 46e · 2 Luca Bigi 58e · 1 Andrea Lovotti 46e · Remplaçants · 16 Federico Zani 58e 73e · 17 Nicola Quaglio 46e · 18 Marco Riccioni 46e · 19 Federico Ruzza 54e · 20 Maxime Mbanda 62e · 21 Guglielmo Palazzani 71e · 22 Carlo Canna 62e · 23 Mattia Bellini 40e 62e · Entraîneur · Conor O'Shea |  | Canada · Titulaires · Pat Parfrey 15 · 62e Jeff Hassler 14 · Ben LeSage 13 · 8e Nick Blevins 12 · DTH van der Merwe 11 · Peter Nelson 10 · 65e Gordon McRorie 9 · Tyler Ardron 8 · Matt Heaton 7 · 75e Lucas Rumball 6 · Josh Larsen 5 · Conor Keys 4 · 50e Matt Tierney 3 · 57e Eric Howard 2 · 32e Hubert Buydens 1 Remplaçants · 50e Benoît Piffero 16 · 38e Djustice Sears-Duru 17 · 57e Jake Ilnicki 18 · 75e Luke Campbell 19 · 15e 58e à 68e Matt Heaton 20 · 65e Jamie Mackenzie (en) 21 · 8e Ciaran Hearn 22 · 62e 69e Andrew Coe 23 · Entraîneur · Kingsley Jones |

### Afrique du Sud - Namibie
Homme du match :  Lood de Jager
Points marqués :

Afrique du Sud :
- 9 essais de Mbonambi (9e, 16e), Louw (14e), Mapimpi (26e, 53e), Am (41e), Gelant (47e), Kolisi (58e) et Brits (63e)
- 6 transformations de E. Jantjies (10e, 18e, 42e, 49e, 54e, 65e)

Namibie :
- 1 pénalité de Loubser (23e)

Évolution du score : 7-0, 12-0, 19-0, 19-3, 24-3, 31-3, mt, 38-3, 45-3, 50-3, 57-3
Arbitre :  Mathieu Raynal
Touche :  Nic Berry /  Andrew Brace 
Vidéo :  Graham Hughes
Résumé :
| Afrique du Sud · Titulaires · 15 Warrick Gelant 47e · 14 S'busiso Nkosi · 13 Lukhanyo Am 41e 54e · 12 François Steyn · 11 Makazole Mapimpi 26e 53e · 10 Elton Jantjies · 9 Herschel Jantjies 56e · 8 Schalk Brits 63e · 7 Kwagga Smith 52e · 6 Francois Louw 14e · 5 Lood de Jager · 4 RG Snyman 57e · 3 Vincent Koch 45e · 2 Bongi Mbonambi 9e 16e 63e · 1 Tendai Mtawarira 69e · Remplaçants · 16 Steven Kitshoff 69e · 17 Thomas du Toit 45e · 18 Eben Etzebeth 57e · 19 Siya Kolisi 58e 52e · 20 Franco Mostert 63e · 21 Cobus Reinach 56e · 22 Damian de Allende 54e · 23 Cheslin Kolbe · Entraîneur · Rassie Erasmus |  | Namibie · Titulaires · Johan Tromp 15 · 77e 75e Chad Plato 14 · JC Greyling 13 · 49e PJ Walters 12 · Lesley Klim 11 · Cliven Loubser 10 · Eugene Jantjies 9 · 49e 17e à 27e Adriaan Booysen 8 · Max Katjijeko 7 · 49e Thomasau Forbes 6 · Tjiuee Uanivi 5 · Johan Retief 4 · 75e AJ de Klerk 3 · 75e Louis van der Westhuizen 2 · 49e Desiderius Sethie 1 · Remplaçants · 75e Obert Nortjé 16 · 49e André Rademeyer 17 · 49e 64e à 74e Johannes Coetzee 18 · Prince ǃGaoseb 19 · 49e Janco Venter 20 · 49e Wian Conradie 21 · 77e Helarius Kisting 22 · 49e Johan Deysel 23 · Entraîneur · Phil Davies |

### Nouvelle-Zélande - Canada
Homme du match :
Points marqués :

Nouvelle-Zélande :
- 9 essais de J. Barrett (9e), Williams (17e), B. Barrett (36e), Ioane (41e), S. Barrett (44e), Frizell (47e), Weber (50e, 57e), pénalité (6e)
- 8 transformations de Mo'unga  (10e, 19e, 37e, 43e, 46e, 48e, 51e, 59e)

Canada :
- Aucun point

Évolution du score : 7-0, 14-0, 21-0, 28-0, mt, 35-0, 42-0, 49-0, 56-0, 63-0
Arbitre :  Romain Poite
Touche :  Pascal Gaüzère /  Alexandre Ruiz 
Vidéo :  Marius Jonker
Résumé :
| Nouvelle-Zélande · Titulaires · 15 Beauden Barrett 36e · 14 Jordie Barrett 9e · 13 Jack Donahue 450e · 12 Sonny Bill Williams 17e 50e · 11 Rieko Ioane 41e · 10 Richie Mo'unga · 9 TJ Perenara 40e · 8 Kieran Read · 7 Matt Todd 70e · 6 Shannon Frizell 47e · 5 Patrick Tuipulotu 70e · 4 Scott Barrett 44e · 3 Angus Ta'avao 25e · 2 Liam Coltman 70e · 1 Atunaisa Moli · Remplaçants · 16 Codie Taylor 70e · 17 Ofa Tu'ungafasi 50e · 18 Nepo Laulala 26e 51e · 19 Sam Whitelock 70e · 20 Ardie Savea 70e · 21 Brad Weber 40e 51e 59e · 22 Ryan Crotty 40e · 23 Ben Smith 50e · Entraîneur · Steve Hansen |  | Canada · Titulaires · Pat Parfrey 15 · 51e Jeff Hassler 14 · Conor Trainor 13 · Ciaran Hearn 12 · 61e 73e DTH van der Merwe 11 · Peter Nelson 10 · 65e Gordon McRorie 9 · Tyler Ardron 8 · Matt Heaton 7 · Lucas Rumball 6 · 60e Conor Keys 5 · 45e Evan Olmstead 4 · 48e Cole Keith 3 · 40e Eric Howard 2 · 68e Djustice Sears-Duru 1 · Remplaçants · 40e Andrew Quattrin 16 · 68e Hubert Buydens 17 · 48e Jake Ilnicki 18 · 60e Mike Sheppard 19 · 65e Josh Larsen 20 · 65e Phil Mack 21 · 8e Taylor Paris 22 · 51e Andrew Coe 23 · Entraîneur · Kingsley Jones |

### Afrique du Sud - Italie
Homme du match :  Cheslin Kolbe
Points marqués :

Afrique du Sud :
- 7 essais de Kolbe (6e, 53e), Mbonambi (27e), Am (58e), Mapimpi (68e), Snyman (76e) et Marx (83e)
- 4 transformations de Pollard (7e, 28e, 60e, 69e)
- 2 pénalités de Pollard (12e, 51e)

Italie :
- 1 pénalité de Allan (9e)

Évolution du score : 7-0, 7-3, 10-3, 17-3, mt, 20-3, 25-3, 32-3, 39-3, 44-3, 49-3
Arbitre :  Wayne Barnes
Touche :  Romain Poite /  Alexandre Ruiz 
Vidéo :  Rowan Kitt
Résumé :
| Afrique du Sud · Titulaires · 15 Willie le Roux · 14 Cheslin Kolbe 2e 53e 80e · 13 Lukhanyo Am 58e 70e · 12 Damian de Allende · 11 Makazole Mapimpi 68e 44e 54e · 10 Handré Pollard · 9 Faf de Klerk 61e · 8 Duane Vermeulen 65e · 7 Pieter-Steph du Toit · 6 Siya Kolisi · 5 Lood de Jager 61e · 4 Eben Etzebeth 54e · 3 Frans Malherbe 46e · 2 Bongi Mbonambi 27e 51e · 1 Tendai Mtawarira 46e · Remplaçants · 16 Malcolm Marx 83e 51e · 17 Steven Kitshoff 46e · 18 Vincent Koch 46e · 19 RG Snyman 76e 54e · 20 Franco Mostert 61e · 21 Francois Louw 65e · 22 Herschel Jantjies 61e · 23 François Steyn 44e 54e 70e · Entraîneur · Rassie Erasmus |  | Italie · Titulaires · Matteo Minozzi 15 · 69e Tommaso Benvenuti 14 · 57e Luca Morisi 13 · Jayden Hayward 12 · Michele Campagnaro 11 · Tommaso Allan 10 · 60e Tito Tebaldi 9 · 60e Sergio Parisse 8 · Jake Polledri 7 · Braam Steyn 6 · 46e Dean Budd 5 · 46e David Sisi 4 · 2e Simone Ferrari 3 · Luca Bigi 2 · 44e Andrea Lovotti 1 · Remplaçants · 57e Federico Zani 16 · 19e Nicola Quaglio 17 · 2e 19e Marco Riccioni 18 · 46e Alessandro Zanni 19 · 46e Federico Ruzza 20 · 60e Sebastian Negri 21 · 60e Callum Braley 22 · 69e Carlo Canna 23 · Entraîneur · Conor O'Shea |

### Nouvelle-Zélande - Namibie
Homme du match :  Anton Lienert-Brown
Points marqués :

Nouvelle-Zélande :
- 11 essais de Reece (6e, 53e), Lienert-Brown (21e, 47e), Ta'avao (36e), B. Smith (40e, 68e), Moody (42e), Whitelock (56e), J. Barrett (76e) et Perenara (79e).
- 8 transformations de J. Barrett (37e, 40e, 40e, 44e, 48e, 53e, 57e, 69e, 77e).

Namibie :
- 3 pénalités de Stevens (3e, 26e, 30e).

Évolution du score : 0-3, 5-3, 10-3, 10-6, 10-9, 17-9, 24-9, mt, 31-9, 38-9, 45-9, 52-9, 59-9, 66-9, 71-9
Arbitre :  Pascal Gaüzère 
Touche :  Luke Pearce /  Shuhei Kubo 
Vidéo :  Rowan Kitt
Résumé :
| Nouvelle-Zélande · Titulaires · 15 Ben Smith 40e 68e · 14 Sevu Reece 6e 53e 67e · 13 Jack Goodhue 61e · 12 Anton Lienert-Brown 21e 47e · 11 George Bridge · 10 Jordie Barrett 76e · 9 Aaron Smith 51e · 8 Ardie Savea 61e · 7 Sam Cane 32e 44e · 6 Shannon Frizell · 5 Sam Whitelock 56e · 4 Brodie Retallick 31e · 3 Nepo Laulala 32e à 42e 44e · 2 Codie Taylor 51e · 1 Joe Moody 42e 54e · Remplaçants · 16 Dane Coles 51e · 17 Ofa Tu'ungafasi 54e 73e · 18 Angus Ta'avao 32e 36e · 19 Patrick Tuipulotu 31e · 20 Matt Todd 61e · 21 Brad Weber 51e · 22 TJ Perenara 67e 79e · 23 Rieko Ioane 61e · Entraîneur · Steve Hansen |  | Namibie · Titulaires · Johan Tromp 15 · Lesley Klim 14 · Justin Newman 13 · 57e Johan Deysel 12 · 51e JC Greyling 11 · Helarius Kisting 10 · 67e Damian Stevens 9 · Janco Venter 8 · 62e Thomasau Forbes 7 · Prince ǃGaoseb 6 · Tjiuee Uanivi 5 · 17e Pieter-Jan van Lill 4 · 40e AJ de Klerk 3 · 67e Torsten van Jaarsveld 2 · 76e André Rademeyer 1 · Remplaçants · 67e Obert Nortjé 16 · 76e Nelius Theron 17 · 40e Johannes Coetzee 18 · 17e Johan Retief 19 · 62e Adriaan Booysen 20 · 67e Eugene Jantjies 21 · 57e Darryl de la Harpe 22 · 51e Janry du Toit 23 · Entraîneur · Phil Davies |

### Nouvelle-Zélande - Italie
Résumé :
Le match Nouvelle-Zélande - Italie est match annulé à cause du Typhon Hagibis, les deux équipes reçoivent chacune 2 points pour le match nul (0-0). Le match est considéré comme non-joué. Les Italiens sont donc éliminés sans même avoir pu défendre leurs chances sur le plan sportif.
|  |

### Namibie - Canada
Résumé :
Le match Namibie - Canada est match annulé à cause du Typhon Hagibis, les deux équipes reçoivent chacune 2 points pour le match nul (0-0). Le match est considéré comme non-joué.
|  |